# Voice – Jede Stimme ist einzigartig
Voice – Jede Stimme ist einzigartig (koreanischer Originaltitel: 보이스; RR: Bo-i-seu) ist eine südkoreanische Serie mit Lee Ha-na, Jang Hyuk, Lee Jin-uk und Song Seung-heon in den Hauptrollen. In Südkorea fand die Premiere der Serie am 14. Januar 2017 auf OCN statt. Mit der vierten Staffel wechselte die Erstausstrahlung der Serie von OCN zum südkoreanischen Kabelfernsehsender tvN. Im deutschsprachigen Raum wurde die Serie erstmals am 1. März 2020 von Netflix mit deutschen Untertiteln veröffentlicht. Der Streamingdienst Paramount+ stellte die Serie am 11. April 2023 erstmalig mit einer deutschsprachigen Synchronfassung zur Verfügung.

## Besetzung und Synchronisation
Die deutschsprachige Synchronisation entstand unter der Dialogregie von Dirk Müller durch die Synchronfirma EVA Studios Germany in Berlin.

### Hauptdarsteller
| Rolle                        | Schauspieler    | Staffel | Synchronsprecher |
| ---------------------------- | --------------- | ------- | ---------------- |
| Kang Kwon-joo                | Lee Ha-na       | 1–4     | Laura Oettel     |
| Moo Jin-hyeok                | Jang Hyuk       | 1       | Bastian Sierich  |
| Do Kang-woo / Kōsuke Matsuda | Lee Jin-uk      | 2–3     | Armin Schlagwein |
| Derek Jo / Jo Seung-ho       | Song Seung-heon | 4       |                  |

## Episodenliste

### Staffel 1
| Nr. (ges.) | Nr. (St.) | Deutscher Titel | Originaltitel                       | Erstausstrahlung (Südkorea) | Deutschsprachige Erstveröffentlichung (D/A/CH) | Regie                         | Drehbuch   |
| ---------- | --------- | --------------- | ----------------------------------- | --------------------------- | ---------------------------------------------- | ----------------------------- | ---------- |
| 1          | 1         | Folge 1         | 그놈 목소리                         | 14. Jan. 2017               | 1. März 2020                                   | Kim Hong-seon                 | Ma Jin-won |
| 2          | 2         | Folge 2         | 힐링마마의 두 얼굴                  | 15. Jan. 2017               | 1. März 2020                                   | Kim Hong-seon                 | Ma Jin-won |
| 3          | 3         | Folge 3         | 힐링마마의 두 얼굴 2                | 21. Jan. 2017               | 1. März 2020                                   | Kim Hong-seon & Kim Sang-hoon | Ma Jin-won |
| 4          | 4         | Folge 4         | 어둠 속의 벨소리                    | 22. Jan. 2017               | 1. März 2020                                   | Kim Hong-seon & Kim Sang-hoon | Ma Jin-won |
| 5          | 5         | Folge 5         | 어둠 속의 벨소리 2                  | 4. Feb. 2017                | 1. März 2020                                   | Kim Hong-seon & Kim Sang-hoon | Ma Jin-won |
| 6          | 6         | Folge 6         | 어둠 속의 벨소리 3                  | 5. Feb. 2017                | 1. März 2020                                   | Kim Hong-seon & Kim Sang-hoon | Ma Jin-won |
| 7          | 7         | Folge 7         | 쓰레기집의 비밀                     | 11. Feb. 2017               | 1. März 2020                                   | Kim Hong-seon & Kim Sang-hoon | Ma Jin-won |
| 8          | 8         | Folge 8         | 쓰레기집의 비밀 2                   | 12. Feb. 2017               | 1. März 2020                                   | Kim Hong-seon & Kim Sang-hoon | Ma Jin-won |
| 9          | 9         | Folge 9         | 어둠 속의 사냥꾼                    | 18. Feb. 2017               | 1. März 2020                                   | Kim Hong-seon & Kim Sang-hoon | Ma Jin-won |
| 10         | 10        | Folge 10        | 악마의 속삭임                       | 19. Feb. 2017               | 1. März 2020                                   | Kim Hong-seon & Kim Sang-hoon | Ma Jin-won |
| 11         | 11        | Folge 11        | 서서히 드러나는 연쇄 살인마의 정체! | 25. Feb. 2017               | 1. März 2020                                   | Kim Hong-seon & Kim Sang-hoon | Ma Jin-won |
| 12         | 12        | Folge 12        | 지옥으로부터 온 전화                | 26. Feb. 2017               | 1. März 2020                                   | Kim Hong-seon & Kim Sang-hoon | Ma Jin-won |
| 13         | 13        | Folge 13        | 마왕의 탄생                         | 4. März 2017                | 1. März 2020                                   | Kim Hong-seon & Kim Sang-hoon | Ma Jin-won |
| 14         | 14        | Folge 14        | 마왕의 탄생 2                       | 5. März 2017                | 1. März 2020                                   | Kim Hong-seon & Kim Sang-hoon | Ma Jin-won |
| 15         | 15        | Folge 15        | 마지막 골든타임을 위하여!           | 11. März 2017               | 1. März 2020                                   | Kim Hong-seon & Kim Sang-hoon | Ma Jin-won |
| 16         | 16        | Folge 16        | 마지막 골든타임을 위하여! 2         | 12. März 2017               | 1. März 2020                                   | Kim Hong-seon & Kim Sang-hoon | Ma Jin-won |

### Staffel 2
| Nr. (ges.) | Nr. (St.) | Deutscher Titel | Originaltitel                    | Erstausstrahlung (Südkorea) | Deutschsprachige Erstveröffentlichung (D/A/CH) | Regie           | Drehbuch   |
| ---------- | --------- | --------------- | -------------------------------- | --------------------------- | ---------------------------------------------- | --------------- | ---------- |
| 17         | 1         | Folge 1         | 두 번째 골든타임                 | 11. Aug. 2018               | 1. Nov. 2020                                   | Lee Seung-young | Ma Jin-won |
| 18         | 2         | Folge 2         | 사냥의 시작                      | 12. Aug. 2018               | 1. Nov. 2020                                   | Lee Seung-young | Ma Jin-won |
| 19         | 3         | Folge 3         | 심판의 시간                      | 18. Aug. 2018               | 1. Nov. 2020                                   | Lee Seung-young | Ma Jin-won |
| 20         | 4         | Folge 4         | 쉿! 고객님 비밀이에요            | 19. Aug. 2018               | 1. Nov. 2020                                   | Lee Seung-young | Ma Jin-won |
| 21         | 5         | Folge 5         | 쉿! 고객님 비밀이에요 - 2        | 25. Aug. 2018               | 1. Nov. 2020                                   | Lee Seung-young | Ma Jin-won |
| 22         | 6         | Folge 6         | 별코인을 든 공모자들             | 26. Aug. 2018               | 1. Nov. 2020                                   | Lee Seung-young | Ma Jin-won |
| 23         | 7         | Folge 7         | 별코인을 든 공모자들 - 2         | 1. Sep. 2018                | 1. Nov. 2020                                   | Lee Seung-young | Ma Jin-won |
| 24         | 8         | Folge 8         | 나는 오늘 꽃을 받았어요          | 2. Sep. 2018                | 1. Nov. 2020                                   | Lee Seung-young | Ma Jin-won |
| 25         | 9         | Folge 9         | 나는 오늘 꽃을 받았어요 - 2      | 8. Sep. 2018                | 1. Nov. 2020                                   | Lee Seung-young | Ma Jin-won |
| 26         | 10        | Folge 10        | 혐오의 탄생                      | 9. Sep. 2018                | 1. Nov. 2020                                   | Lee Seung-young | Ma Jin-won |
| 27         | 11        | Folge 11        | 혐오의 탄생 - 2                  | 15. Sep. 2018               | 1. Nov. 2020                                   | Lee Seung-young | Ma Jin-won |
| 28         | 12        | Folge 12        | 혐오의 시대 - 골든타임을 위하여! | 16. Sep. 2018               | 1. Nov. 2020                                   | Lee Seung-young | Ma Jin-won |

### Staffel 3
| Nr. (ges.) | Nr. (St.) | Deutscher Titel | Originaltitel                   | Erstausstrahlung (Südkorea) | Deutschsprachige Erstveröffentlichung (D/A/CH) | Regie       | Drehbuch   |
| ---------- | --------- | --------------- | ------------------------------- | --------------------------- | ---------------------------------------------- | ----------- | ---------- |
| 29         | 1         | —               | 세 번째 골든타임!               | 11. Mai 2019                | —                                              | Nam Ki-hoon | Ma Jin-won |
| 30         | 2         | —               | 시시오도시 료칸에는 야차가 산다 | 12. Mai 2019                | —                                              | Nam Ki-hoon | Ma Jin-won |
| 31         | 3         | —               | 피노키오의 노래                 | 18. Mai 2019                | —                                              | Nam Ki-hoon | Ma Jin-won |
| 32         | 4         | —               | 피노키오의 노래 2               | 19. Mai 2019                | —                                              | Nam Ki-hoon | Ma Jin-won |
| 33         | 5         | —               | 숨피탄의 비밀                   | 25. Mai 2019                | —                                              | Nam Ki-hoon | Ma Jin-won |
| 34         | 6         | —               | 숨피탄의 비밀 2                 | 26. Mai 2019                | —                                              | Nam Ki-hoon | Ma Jin-won |
| 35         | 7         | —               | 지옥으로 가는 액셀러레이터      | 1. Juni 2019                | —                                              | Nam Ki-hoon | Ma Jin-won |
| 36         | 8         | —               | 지옥으로 가는 액셀러레이터 2    | 2. Juni 2019                | —                                              | Nam Ki-hoon | Ma Jin-won |
| 37         | 9         | —               | 당신의 인생은 괜찮나요?         | 8. Juni 2019                | —                                              | Nam Ki-hoon | Ma Jin-won |
| 38         | 10        | —               | 당신의 인생은 괜찮나요? 2       | 9. Juni 2019                | —                                              | Nam Ki-hoon | Ma Jin-won |
| 39         | 11        | —               | 사메타의 비밀                   | 15. Juni 2019               | —                                              | Nam Ki-hoon | Ma Jin-won |
| 40         | 12        | —               | 사메타의 비밀 2                 | 16. Juni 2019               | —                                              | Nam Ki-hoon | Ma Jin-won |
| 41         | 13        | —               | 골든타임팀의 위기               | 22. Juni 2019               | —                                              | Nam Ki-hoon | Ma Jin-won |
| 42         | 14        | —               | 골든타임팀의 위기 2             | 23. Juni 2019               | —                                              | Nam Ki-hoon | Ma Jin-won |
| 43         | 15        | —               | 공범들의 도시                   | 29. Juni 2019               | —                                              | Nam Ki-hoon | Ma Jin-won |
| 44         | 16        | —               | 공범들의 도시 2                 | 30. Juni 2019               | —                                              | Nam Ki-hoon | Ma Jin-won |

### Staffel 4
| Nr. (ges.) | Nr. (St.) | Deutscher Titel | Originaltitel          | Erstausstrahlung (Südkorea) | Deutschsprachige Erstveröffentlichung (D/A/CH) | Regie                         | Drehbuch   |
| ---------- | --------- | --------------- | ---------------------- | --------------------------- | ---------------------------------------------- | ----------------------------- | ---------- |
| 45         | 1         | —               | 네 번째 골든타임       | 18. Juni 2021               | —                                              | Shin Yong-hwi & Yoon Ra-young | Ma Jin-won |
| 46         | 2         | —               | 저승개가 사는 방법     | 19. Juni 2021               | —                                              | Shin Yong-hwi & Yoon Ra-young | Ma Jin-won |
| 47         | 3         | —               | 저승개가 사는 길       | 25. Juni 2021               | —                                              | Shin Yong-hwi & Yoon Ra-young | Ma Jin-won |
| 48         | 4         | —               | 해녀할망의 숨비소리    | 26. Juni 2021               | —                                              | Shin Yong-hwi & Yoon Ra-young | Ma Jin-won |
| 49         | 5         | —               | 해녀할망의 숨비소리 2  | 2. Juli 2021                | —                                              | Shin Yong-hwi & Yoon Ra-young | Ma Jin-won |
| 50         | 6         | —               | 유채꽃 밭 그 사나이    | 3. Juli 2021                | —                                              | Shin Yong-hwi & Yoon Ra-young | Ma Jin-won |
| 51         | 7         | —               | 유채꽃 밭 그 사나이 2  | 9. Juli 2021                | —                                              | Shin Yong-hwi & Yoon Ra-young | Ma Jin-won |
| 52         | 8         | —               | 서커스맨의 초대        | 10. Juli 2021               | —                                              | Shin Yong-hwi & Yoon Ra-young | Ma Jin-won |
| 53         | 9         | —               | 사랑꾼이란 이름의 집착 | 16. Juli 2021               | —                                              | Shin Yong-hwi & Yoon Ra-young | Ma Jin-won |
| 54         | 10        | —               | 서커스맨의 탄생        | 17. Juli 2021               | —                                              | Shin Yong-hwi & Yoon Ra-young | Ma Jin-won |
| 55         | 11        | —               | 서커스맨의 탄생 2      | 23. Juli 2021               | —                                              | Shin Yong-hwi & Yoon Ra-young | Ma Jin-won |
| 56         | 12        | —               | 소낭촌의 비밀          | 24. Juli 2021               | —                                              | Shin Yong-hwi & Yoon Ra-young | Ma Jin-won |
| 57         | 13        | —               | 심판의 시간            | 30. Juli 2021               | —                                              | Shin Yong-hwi & Yoon Ra-young | Ma Jin-won |
| 58         | 14        | —               | 심판의 시간 2          | 31. Juli 2021               | —                                              | Shin Yong-hwi & Yoon Ra-young | Ma Jin-won |

## Adaptationen
Am 13. Juli 2019 begann der Sender Nippon TV mit der Ausstrahlung der japanischen Adaption der Serie unter dem Titel ボイス 110緊急指令室. Im Jahr 2021 erschien mit ボイスⅡ 110緊急指令室 eine Fortsetzung der japanischen Adaption der Serie. Zwischen dem 4. November 2019 und dem 24. Dezember 2019 strahlte der Sender True4U eine thailändische Adaption der Serie unter dem Titel Voice สัมผัสเสียงมรณะ aus.